# Německé dívčí reformní gymnázium v Praze
Veřejná německá spolková dívčí reformní střední škola (dříve Německé dívčí lyceum, německy Mädchen-Reformrealgymnasium Prag) byla vyšší dívčí střední škola na pražském Novém Městě s výukou v němčině, jediná vyšší německy mluvící dívčí škola v Praze. Existovala v letech 1874 až do svého zániku roku 1944 sídlila na adrese Charvátova 5.

## Historie

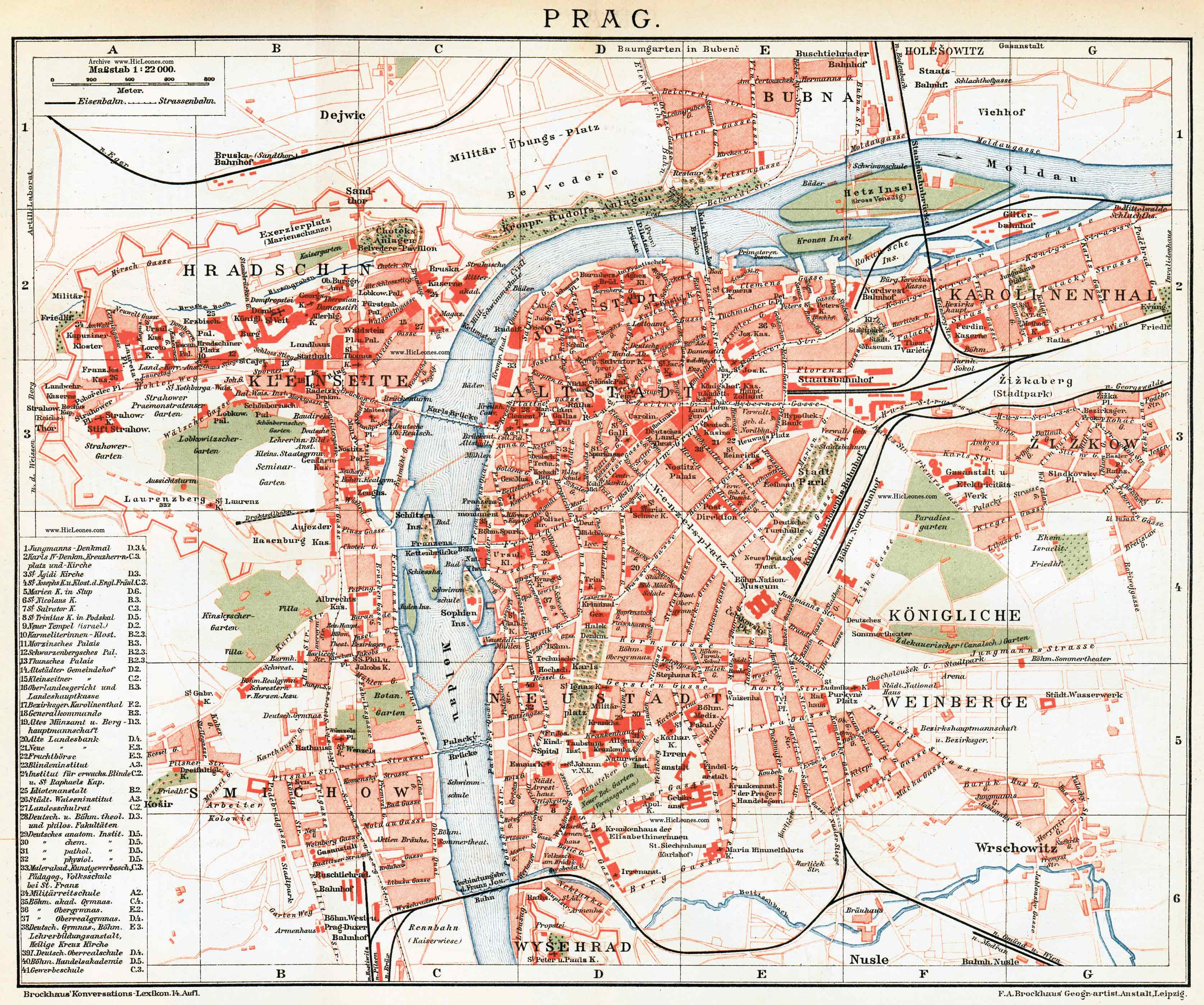
Praha kolem 1885: něm. dívka Lyc. D4 výše

V roce 1874 byla v Praze otevřena německá dívčí střední škola. V roce 1876 přeměněná na Německé dívčí lyceum, první svého druhu v Čechách a jediné německy mluvící v Praze za celou dobu své existence. Nejpozději od roku 1883 se nacházelo na adrese Charvátova 5 (Charvatgasse). Studentky školy se rekrutovaly především z rodin pražské vyšší střední a vyšší německy mluvící vrstvy. Většina z dívek byla židovského původu, českých dívek bylo jen asi 5 procent.
Vyučovanými předměty byly německý, anglický a francouzský jazyk, dějepis, zeměpis, přírodopis, matematika, fyzika a chemie, z uměleckých předmětů pak kresba, zpěv, gymnastika a krasopis. Absolventky po šesti letech studia mohly žádat o místa externích studentek na univerzitě, nikoliv však k běžnému studiu, neboť na dívčích školách neexistovala žádná kvalifikace pro řečtinu a latinu (některé studentky pak tyto předměty absolvovaly v soukromých hodinách). Po legislativních změnách v roce 1898 byla škola rozšířena o dvě třídy střední školy, které lépe umožňovaly postup k vysokoškolskému studiu, škola však  byla stále oficiálně označována jako lyceum, ačkoliv se jednalo o střední školu.
V roce 1921 byla přeměněna na Veřejnou německou klubovou dívčí reformní střední školu, která pokračovala především ve výuce živých jazyků. V roce 1939/40 byla klasifikačně snížena na Německou střední školu pro dívky (Deutsche Oberschule für Mädchen). 
V roce 1944 byla škola uzavřena. Po osvobození Československa, rozhodnutí o odsunu německy hovořících obyvatel ze země a mj. také zavedení smíšené docházky chlapců a dívek, již pak nebyla obnovena.

## Významné absolventky (výběr)
- Berta Spohr (-Fanta) (1865–1918), později provozovala literárně-filozofický salon, do kterého chodilo mnoho intelektuálů, např. Franz Kafka a Albert Einstein

- Hermine Hanel (1874–1944)
- Maria Füllenbaum (-Forescu) (1875–1947), operní pěvkyně a filmová herečka
- Ada Hirsch (-Elias) (1885–1975), lékařka ve Vídni a později v New Yorku
- Else Bergmann (rozená Fanta, 1886–1969), farmakoložka a sionistka
- Sophie Brod (-Friedmann) (1892–1962), sestra Maxe Broda [6]
- Alice Rühle-Gerstel (1894–1943), spisovatelka
- Gerty Cori (1896–1957), biochemička a nositelka Nobelovy ceny
- Käthe Spiegel (1898-1941/44), historička
- Gertrude Thieberger (-Urzidil) (1898–1977), pozdější manželka spisovatele Johannese Urzidila
- Anna Krommerová (* 1924), spisovatelka

Dále pak školu navštěvovaly mj. dcery plzeňského průmyslníka Emila Škody či rabína Samuela Backa. 

## Pedagogický sbor (výběr)
- Ludwig Schlesinger, 1876–po roce 1895, první ředitel lycea [8]
- Johann Bachmann, 1876–1902, profesor [9]
- Samuel Back, židovský učitel náboženství před a po roce 1895
- Marie Nietsch, řádná učitelka v roce 1895
- Beatrix Řeháková, řádná učitelka v roce 1895